# Suphan Thongsong
Suphan Thongsong (taj. สุพรรณ ทองสงค์, ur. 26 sierpnia 1994 w Suphanburi) – tajski piłkarz grający na pozycji środkowego obrońcy. Od 2014 roku jest zawodnikiem klubu Suphanburi.

## Kariera piłkarska
Swoją karierę piłkarską Thongsong rozpoczął w klubie Muangthong United. W 2013 roku zadebiutował w nim w Thai Premier League i w debiutanckim sezonie został wicemistrzem kraju. W tym samym roku wypożyczono go do Assumption United, a w 2015 - do Samut Songkhram. W 2016 wrócił do Muangthong. W 2016 został mistrzem, a w 2017 - wicemistrzem Tajlandii.
W 2017 roku Thongsong przeszedł do Suphanburi. Swój debiut w nim zaliczył 24 czerwca 2017 w zremisowanym 2:2 wyjazdowym meczu z Ubon United.
| Sezon | Klub              | Kraj      | Rozgrywki      | Mecze | Gole |
| ----- | ----------------- | --------- | -------------- | ----- | ---- |
| 2013  | Muangthong United | Tajlandia | Premier League | 9     | 0    |
| 2013  | Assumption United | Tajlandia | Secnd Division | ?     | ?    |
| 2014  | Assumption United | Tajlandia | Secnd Division | ?     | ?    |
| 2015  | Samut Songkhram   | Tajlandia | First Division | 17    | 0    |
| 2016  | Muangthong United | Tajlandia | Premier League | 18    | 0    |
| 2017  | Muangthong United | Tajlandia | Premier League | 6     | 0    |
| 2017  | Suphanburi        | Tajlandia | Premier League | 14    | 0    |
| 2018  | Suphanburi        | Tajlandia | Premier League | 27    | 0    |

## Kariera reprezentacyjna
W reprezentacji Tajlandii Thongsong zadebiutował 5 października 2017 roku w wygranym 3:1 towarzyskim meczu z Mjanmą. W 2019 roku powołano go do kadry na Puchar Azji.